# Transportes de Niterói

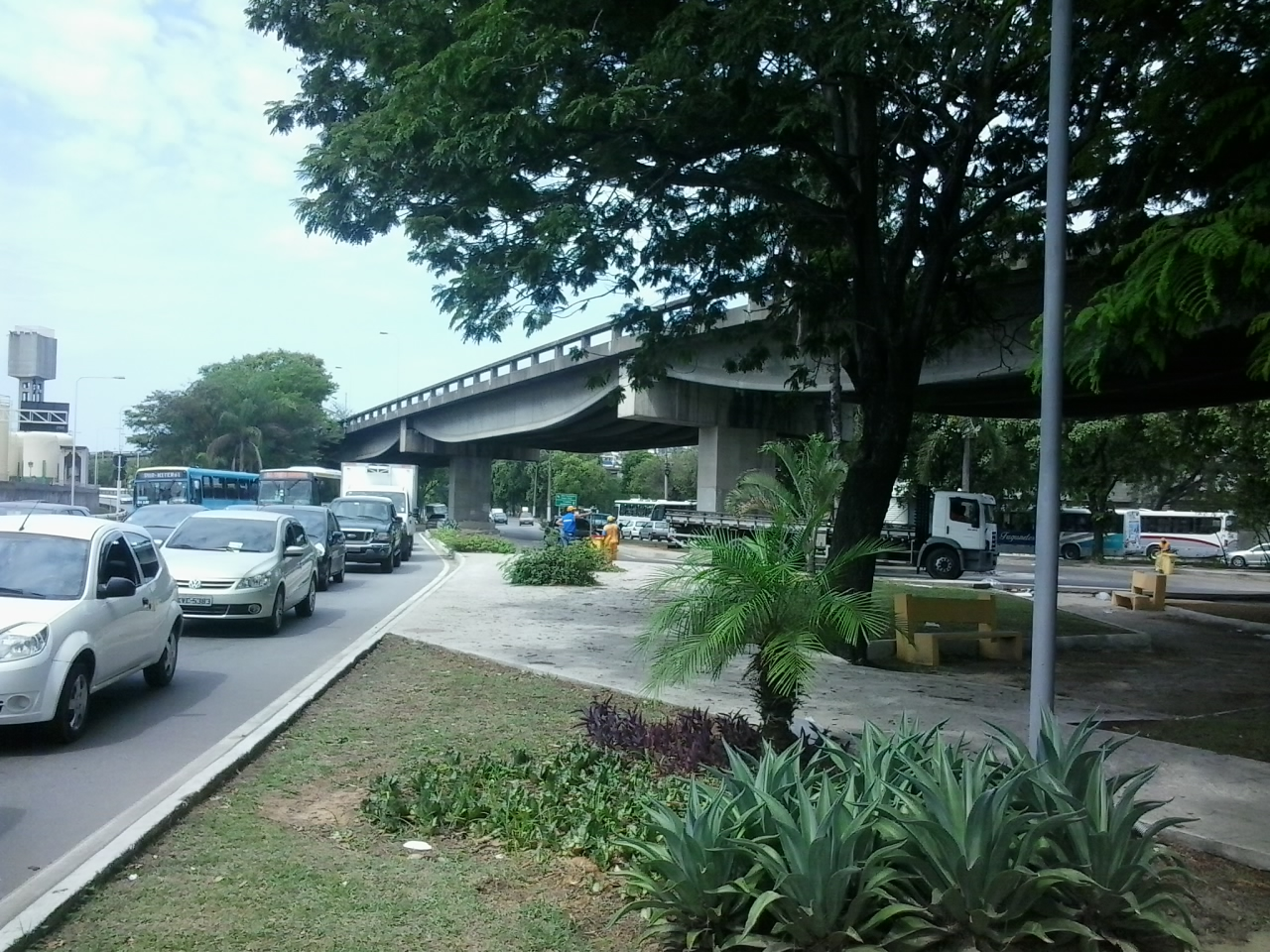
Praça Renascença Fluminense, Porto de Niterói e viaduto da Ponte Rio-Niterói.

A cidade de Niterói, município da Região Metropolitana do Rio de Janeiro, outrora capital estadual, antes da fusão desse estado com o Estado da Guanabara, possui posição privilegiada no tocante a logística e mobilidade urbana, tanto herdada de seu antigo status político, com acesso ferroviário e rodoviário a todo o interior do estado, como por sua posição estratégica na margem leste da Baía de Guanabara, contra-fronte a cidade do Rio de Janeiro, segundo maior polo industrial do Brasil, e também por ser o maior polo da indústria naval do país. Niterói também fica próximo da duas maiores regiões produtoras de petróleo do Brasil, a Bacia de Campos e a Bacia de Santos, e vizinha do Complexo Petroquímico do Rio de Janeiro (COMPERJ).

## Transporte rodoviário
O serviço de ônibus urbanos consiste no único meio de transporte público intramunicipal da cidade de Niterói. Há pouco menos de cinquenta linhas em atividade, todas operadas por empresas particulares. A maior parte das linhas de ônibus municipais têm ponto final no Terminal Rodoviário João Goulart ou passam pelo Centro.

### Terminal Rodoviário João Goulart

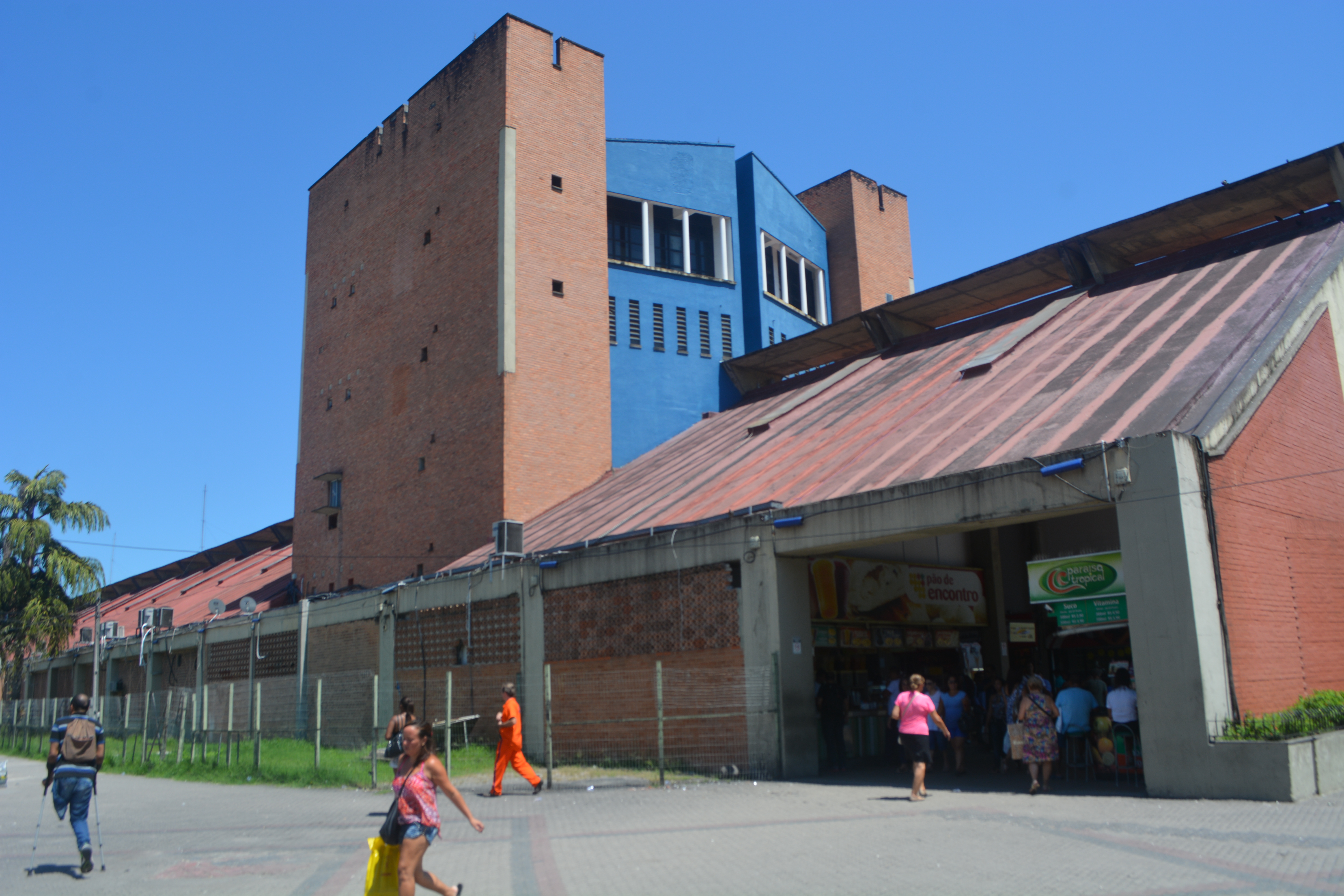
Terminal Rodoviário João Goulart

O Terminal Rodoviário João Goulart é o terminal municipal de ônibus urbanos municipais e intermunicipais localizado no Centro, localizado na Avenida Visconde Rio Branco, s/nº, em uma área ao lado da Praça Arariboia, às margens da Baía de Guanabara. O início das obras foi em 1992 e inaugurado em 1995, seu nome homenageia o ex-presidente João Goulart. É dividido em 13 plataformas, conta com 102 linhas de ônibus municipais e intermunicipais e uma circulação de cerca de 350 mil pessoas por dia e tem apenas 15.454 metros quadrados.
A Prefeitura Municipal como parte do Plano de Melhorias Viárias planeja a construção de um terminal intermodal no lugar do atual Terminal Rodoviário Presidente João Goulart, para que englobe linhas de ônibus, estação das barcas (trajeto Niterói – Praça XV) e a estação Arariboia da futura Linha 3 do Metrô Rio. O projeto arquitetônico será de Oscar Niemeyer e fará parte do Caminho Niemeyer.

### Terminal Rodoviário Governador Roberto Silveira
O Terminal Rodoviário Governador Roberto Silveira foi inaucupando uma área construída de 2.130 m2. A administração do terminal, a menos de dois quilômetros da saida da Ponte, passou para a iniciativa privada em 1990. O terminal abriga 60 linhas de ônibus, sendo 36 intermunicipais e 24 interestaduais.

### Concessão das linhas municipais
Em maio de 2012 foi homologada pela prefeitura de Niterói a concorrência pública para concessão das linhas de ônibus municipais. Os vencedores foram dois consórcios, TransNit e TransOceânico, formados pelas empresas que já atuavam na cidade. O prazo para exploração do serviço é de vinte anos. Esses consórcios irão atuar nas seguintes zonas operacionais:
- Expresso Barreto, Auto Ônibus Brasília, Auto Lotação Ingá, Viação Araçatuba e Transportes Peixoto: TransNit (Ônibus de cor Vermelha)
- Viação Fortaleza, Viação Pendotiba, Expresso Miramar e Santo Antônio Transportes: TransOceânico (Ônibus de cor Verde)

Durante a fase inicial da operação dos consórcios não há alteração das linhas existentes. Será implantada a padronização visual dos ônibus dos consórcios (os do TransNit na cor vermelha, e os do TransOceânico na cor verde), além do início da incorporação gradual à frota de veículos com piso rebaixado e ar-condicionado. Posteriormente, está prevista a implantação de corredores exclusivos de ônibus BRT e a redução da frota em circulação, para possibilitar uma maior fluidez ao trânsito.

### Plano de Melhorias para o Sistema Viário
o Plano de Melhorias para o Sistema Viário, Trânsito e Transporte Público elaborado pela Niterói Transporte e Trânsito (NitTrans), com a consultoria do urbanista Jaime Lerner (por isso, também chamado de Plano Jaime Lerner), foi elaborado pela equipe do escritório do arquiteto Jaime Lerner e na época do lançamento, em 2009, foi orçado em R$ 205 milhões. tem o objetivo de oferecer mais conforto e qualidade no serviço prestado aos usuários de transporte coletivo como também fluidez no trânsito da cidade, com a alteração de sentidos de vias. Ele é constituído pelos corredores de transporte para ônibus no sistema tronco alimentado. A proposta prevê cinco terminais situados em diferentes pontos do município, construção do mergulhão, a ligação entre o Centro e o Largo da Batalha, a construção do terminal multimodal e a implantação de um sistema BRT -Bus Rapid Transit.
Novos terminais para reforçar projeto em outras etapas definidas pelo Plano de Transporte de Niterói, serão construídos os terminais de integração de Piratininga e Charitas. Outro terminal de integração está previsto na área da Saibreira, no Caramujo, para operar na ligação com o Centro, através do Corredor Viário da Alameda São Boaventura.
Este projeto é uma solução bastante eficiente, já empregada com sucesso em outros municípios, de necessidade de baixo investimento, e que proporciona uma redução nos tempos de viagens e nos custos operacionais do sistema de trânsito, contribuindo significativamente para melhoria da mobilidade. Haverá um novo terminal, no centro de Niterói, será a estação final da Linha 3 do Metrô Rio. Os passageiros de metrô e/ou ônibus poderão acessar as barcas no mesmo terminal.
O Plano de Melhorias prevê, entre outras mudanças, a adoção de faixas exclusivas para ônibus (corredor exclusivo para ônibus, também chamado BRS - Bus Rapid Service - serviço de ônibus rápido), como já ocorre na Alameda São Boaventura, na  Avenida Amaral Peixoto, que passará a ser uma via de mão-dupla para os ônibus, canteiros e contará com um mergulhão para não atrapalhar o tráfego na Avenida Marquês do Paraná. E na Avenida Roberto Silveira, que a implantação do sentido único do trânsito determina a construção de um canteiro, faixa de travessia e instalação de semáforos para garantir a segurança dos pedestres e fluidez do trânsito no cruzamento com a Rua Miguel de Frias. Esta última passará a receber todo o fluxo da Avenida Marquês do Paraná e também dará acesso aos veículos procedentes da Roberto Silveira a caminho de Icaraí, através das ruas Mem de Sá e Gavião Peixoto, e Ingá, pela Rua Fagundes Varela.
Além das mudanças na Avenida Roberto Silveira e nas ruas Mem de Sá e Gavião Peixoto, também está prevista a mudança do trânsito na Rua Otavio Kelly, que terá o sentido de direção invertido para fluir da Rua Lopes Trovão para a Rua Ari Parreiras, com eliminação do estacionamento do lado direito no sentido de circulação.Quando a Roberto Silveira vier a operar em mão única, também haverá mudança no sentido de direção da Rua Silvestre Rocha, para permitir o acesso do trânsito da Rua Ari Parreiras para a Avenida Roberto Silveira. Já a Rua Castilho França dará acesso à Roberto Silveira, junto com o fluxo da Rua Doutor Paulo César.

#### BRTs de Niterói
A implantação do sistema de Bus Rapid Transit de Niterói, no qual consta com o TransOceânica e TransNiterói com um Bilhete Único municipal para tarifa de ônibus também será importante para o novo plano de tráfego que está sendo implantado na cidade, com terminais de integração e mudanças nos trajetos de ônibus de modo a reorganizar o trânsito e ter menos coletivos circulando ao mesmo tempo nas mesmas vias da cidade.
O plano propõe, ainda, a substituição gradual da atual frota de ônibus por veículos mais confortáveis e de entrada baixa, que garantem maior acessibilidade; além da reestruturação das atuais linhas de modo a concentrar demandas nos Terminais de Integração. dessa forma, cria-se um sistema de integração física e tarifária através do Bilhete Único Municipal. Os novos modelos, que terão ar-condicionado, piso baixo, câmeras de segurança e adaptação para deficientes físicos, fazem parte das exigências das novas concessões dos serviços públicos de transportes da cidade, que serão padronizados. Outra novidade é que os modelos de alto valor não terão mais cobradores e roletas. A entrada de passageiros será registrada por sensores, além de um BRT intermunicipal, no qual passará pela Alameda São Boaventura.

### Principais vias
- Túnel Raul Veiga – Construído na gestão do então prefeito Wellington Moreira Franco (1977-1981), ligando o bairro de São Francisco a Icaraí.
- Túnel Roberto Silveira – Construído na década de 1950, na gestão do então prefeito Alberto Rodrigues Fortes, ligando o bairro de Icaraí a São Francisco.

#### Soluções viárias estudadas
Um conjunto de soluções viárias estão a espera de ser adotadas:
- Túnel Charitas-Cafubá – Em setembro de 2015, iniciou a construção do túnel Charitas-Cafubá (projetado em 1950) - ligar a Região Oceânica à Zona Sul de Niterói. A perfuração do túnel termina próximo ao catamarã de Charitas. A expectativa é que a viagem entre esses trechos, que hoje pode levar até uma hora e meia, em horários de pico, reduza para cerca de 25 e 30 minutos.[7]

- Túnel Santa Rosa-São Lourenço – Ligar o Largo do Marrão ao Ponto de Cem Réis, com alargamento das ruas Santa Rosa e Mário Viana e da subida da Garganta do Viradouro, permitindo a ligação da Zona Sul, regiões de Pendotiba e Oceânica com a Zona Norte sem passar pelo Centro.[8]

- Linha Azul – Uma via expressa que ligaria o Largo da Batalha até a subida da Ponte Rio-Niterói diretamente, sem que se precise passar pela Zona Sul e o Centro ou pela Alameda São Boa Ventura, sendo apontada por especialistas como a única alternativa ao recomendado elevado sobre essa última avenida.[9] Mas será necessário que a Ponte dê vazão ao tráfego ou que seja construída outra ou o recomendado túnel Rio-Niterói. A ligação viária expressa contaria com 6 km de extensão, em pista dupla, compreendendo 20 (vinte) viadutos e 3 (três) túneis com 1.100, 930 e 700 m de extensão.[10]

## Transporte marítimo

### Barcas Rio-Niterói

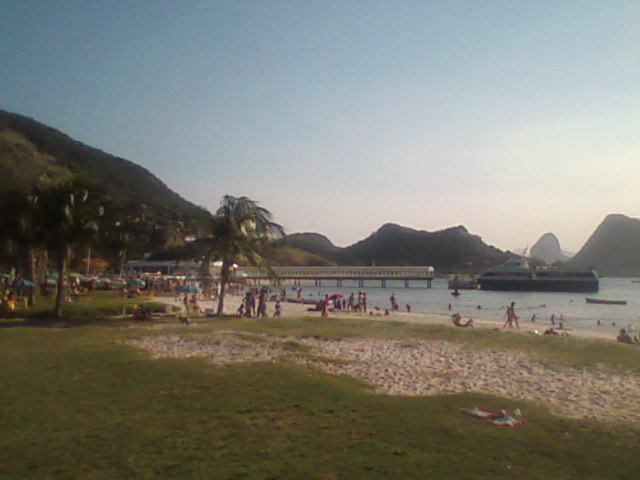
Catamarã atracando na Estação de Charitas, na beira da praia, bem próximo dos banhistas.

A travessia marítima entre Niterói e o município do Rio de Janeiro é feita por duas rotas, ambas tendo como destino a estação carioca da Praça 15 de novembro. As estações, em Niterói, localizam-se na Praça Arariboia, no Centro, e no bairro de Charitas. A travessia entre a Praça Arariboia e a Praça 15 de Novembro é feita por barcas de grande porte, com capacidade para até 2.000 passageiros, num trajeto que dura cerca de vinte minutos.
Desde 2006, as barcas vêm sendo, gradativamente, substituídas por catamarãs de grande porte, com capacidade inferior (até 1 200 passageiros), porém perfazendo um tempo de travessia menor, entre doze e quinze minutos.
A travessia entre a estação de Charitas e a da Praça XV de Novembro é feita por catamarãs de pequeno porte, sendo esse serviço também considerado transporte seletivo, cuja tarifa é bem mais cara.

### Embarcações
O Consórcio BARCAS S.A dispõe de 18 embarcações (4 fora do tráfego), das quais 10 de 2000 passageiros (5 construídas em 1963/4, 3 em 1970/1 e 2 em 1981) sendo uma fora do tráfego, 4 de 1.000 passageiros (construídas em 1950/2) sendo 2 fora do tráfego, 2 embarcações de 500 passageiros (construídas em 1987/8), 1 embarcação de 370 passageiros (construída em 1974) e uma de 120 que opera como cata-lixo.

### Estação das Barcas de Charitas
A estação é o terminal hidroviário do bairro de Charitas, na cidade de Niterói. A Estação levou a assinatura do arquiteto Oscar Niemeyer e se tornou uma atração turística da cidade, e faz parte do complexo arquitetônico cultural chamado de Caminho Niemeyer. No terminal atracam catamarãs menores, mais rápidos e confortáveis, considerados "embarcações seletivas".

### Estação das Barcas da Praça Arariboia

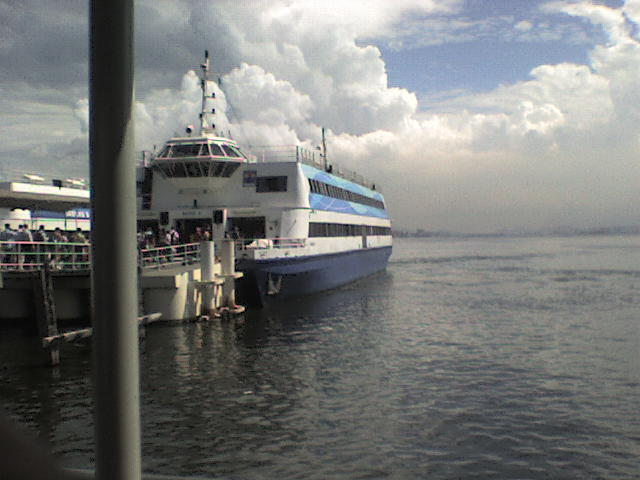
Barca atracada na Estação Arariboia.

A Estação Praça Arariboia, ou simplesmente Estação Arariboia, é o terminal hidroviário do mesmo nome da praça existente no centro da cidade de Niterói, entre a orla e a Avenida Visconde do Rio Branco, inaugurada em 1908 em homenagem ao fundador da cidade, o cacique Arariboia.

### Aerobarcos e catamarãs de alta velocidade
A operação de embarcações de alta velocidade no Rio de Janeiro de travessia Rio (Praça XV) - Niterói (Praça Arariboia) era até a década de 2000 realizada por aerobarcos (hydrofoil) e catamarãs. Estas embarcações competiam com as embarcações convencionais (barcas) e o transporte rodoviário através da ponte Rio - Niterói. Esta viagens duravam aproximadamente 7 (sete) minutos.
O projeto original dos catamarãs é Norueguês e previa 450 poltronas, mas a empresa operadora das embarcações - Transtur - optou por diminuir para 420 poltronas em favor do conforto. A embarcação é toda de alumínio, os barcos possuem 40 metros de comprimento, boca de 10 metros, calado de 1,7 metro e propulsão com 2 MTU de 2.000 hp, jato d'água Kamewa. A velocidade máxima é de 35 nós e a de cruzeiro, 30 nós. A Transtur possui também oito aerobarcos modelo PT 20, de fabricação italiana, que foram reconstruidos no estaleiro Transnave em 1970, de propriedade do mesmo grupo da Transtur. O serviço dos aerobarcos (ou hydrofólios) tem frequência a cada três minutos, para 80 passageiros por viagem e os catamarãs tem intervalos de 12 a 14 minutos. Em 1998, as tarifas dos aerobarcos e catamarãs eram iguais e no valor de R$ 4,85 (US$ 2,85), já as barcas possuíam tarifas de R$ 0,90 (US$ 0,48) sendo que estas fazem a travessia em 20 minutos e os catamarãs em 7 minutos.
Em 2007, após várias interrupções, AEROBARCOS DO BRASIL TRANSPORTES MARÍTIMOS E TURISMO – TRANSTUR, empresa autorizada desde 1976 a explorar do serviço público de transporte seletivo de passageiros no trecho Rio/Niterói e Praça XV/Ilha do Governador, suspendeu suas operações, alegando problemas de desequilíbrio econômico-financeiro e concorrência desleal da Barcas S.A..

### Porto de Niterói

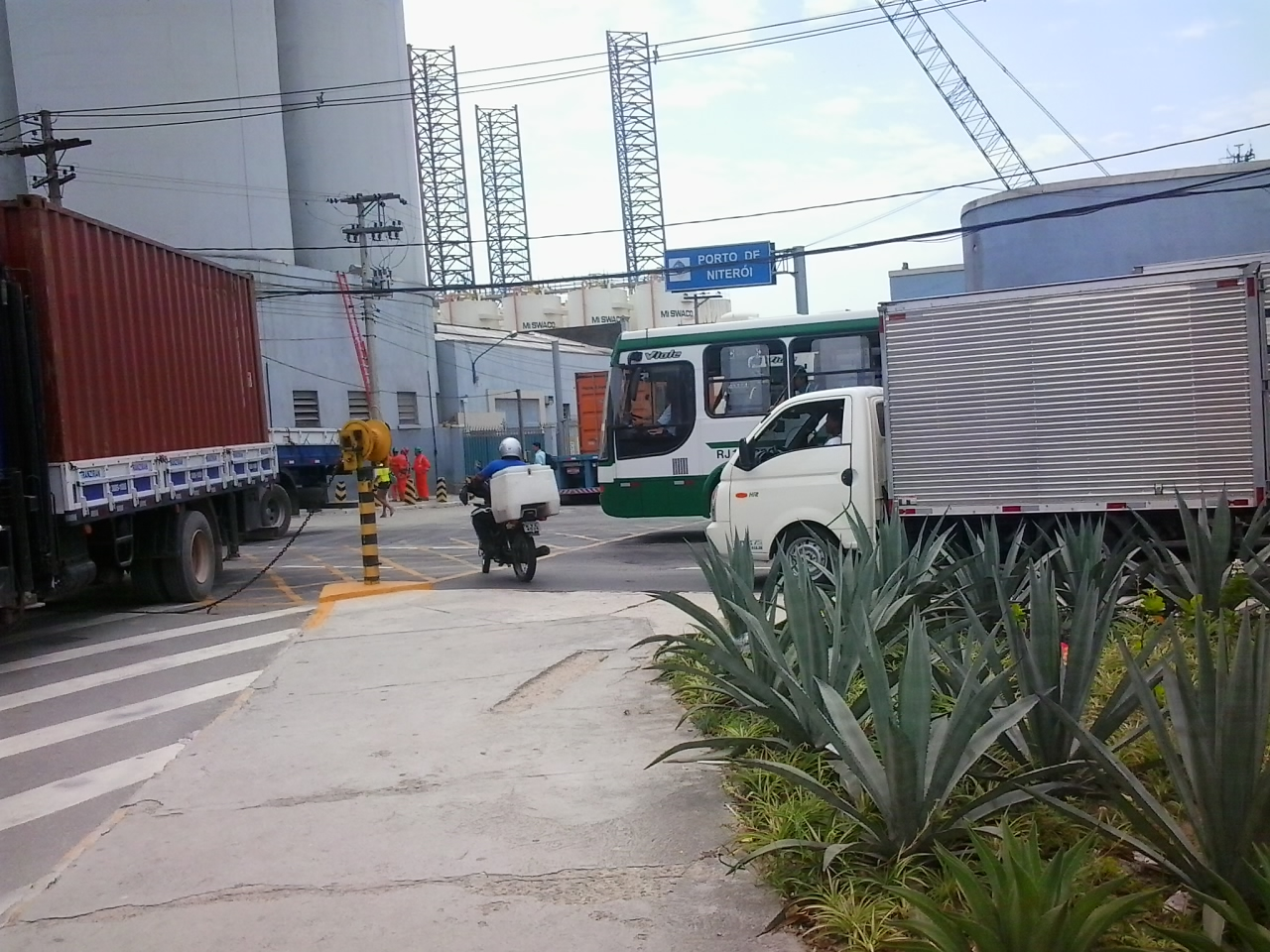
Porto de Niterói

O Porto de Niterói é o porto de transporte marítimo oceânico e cabotagem localizado na cidade de Niterói. É um dos principais portos brasileiros, onde estão boa parte dos estaleiros nacionais e ainda a sede da Armada brasileira e opera como base de apoio logístico offshore para plataforma de petróleo do litoral fluminense nas atividades nas Bacia de Campos e Bacia de Santos. O porto está situado junto ao Centro da cidade de Niterói, e o seu acesso se faz através da Avenida Feliciano Sodré nº 215, que tem conexões com a BR-101 e ligações direta com a Ponte Rio-Niterói e a Rodovia Amaral Peixoto que leva ao interior do Estado do Rio de Janeiro. Possui uma área de terminais de 27.060 m² e um cais com o comprimento de 431,00 m. O seu calado atual é de 7,5 m.

## Transporte ferroviário
Existia um ramal ferroviário para transporte de passageiros, com 33 km de extensão, ligando Niterói ao município de Itaboraí, passando por São Gonçalo. Este ramal, que ia até Vitória, no Espírito Santo, fazia parte da Estrada de Ferro Leopoldina cuja estação final ficava no bairro de Santana, prédio histórico ainda em pé, comunicando com os trapiches da Enseada de São Lourenço, que antecederam ao atual Porto de Niterói. Com a construção do porto, o ramal foi prolongado, ganhando uma nova estação final, ficando a outra com o pátio de manobra dos comboios. Contudo, com a decadência dessa estrada de ferro na década 1950, com a consequente estatização e incorporação à Rede Ferroviária Federal, ganha destaque apenas o serviço de passageiros Niterói-Itaboraí. Com a construção da Ponte Rio-Niterói, o leito ferroviário sofre alterações, e o serviço de passageiros até a estação de trens do porto é desativada, situação que permanece até hoje, intensificando a decadência desse ramal.

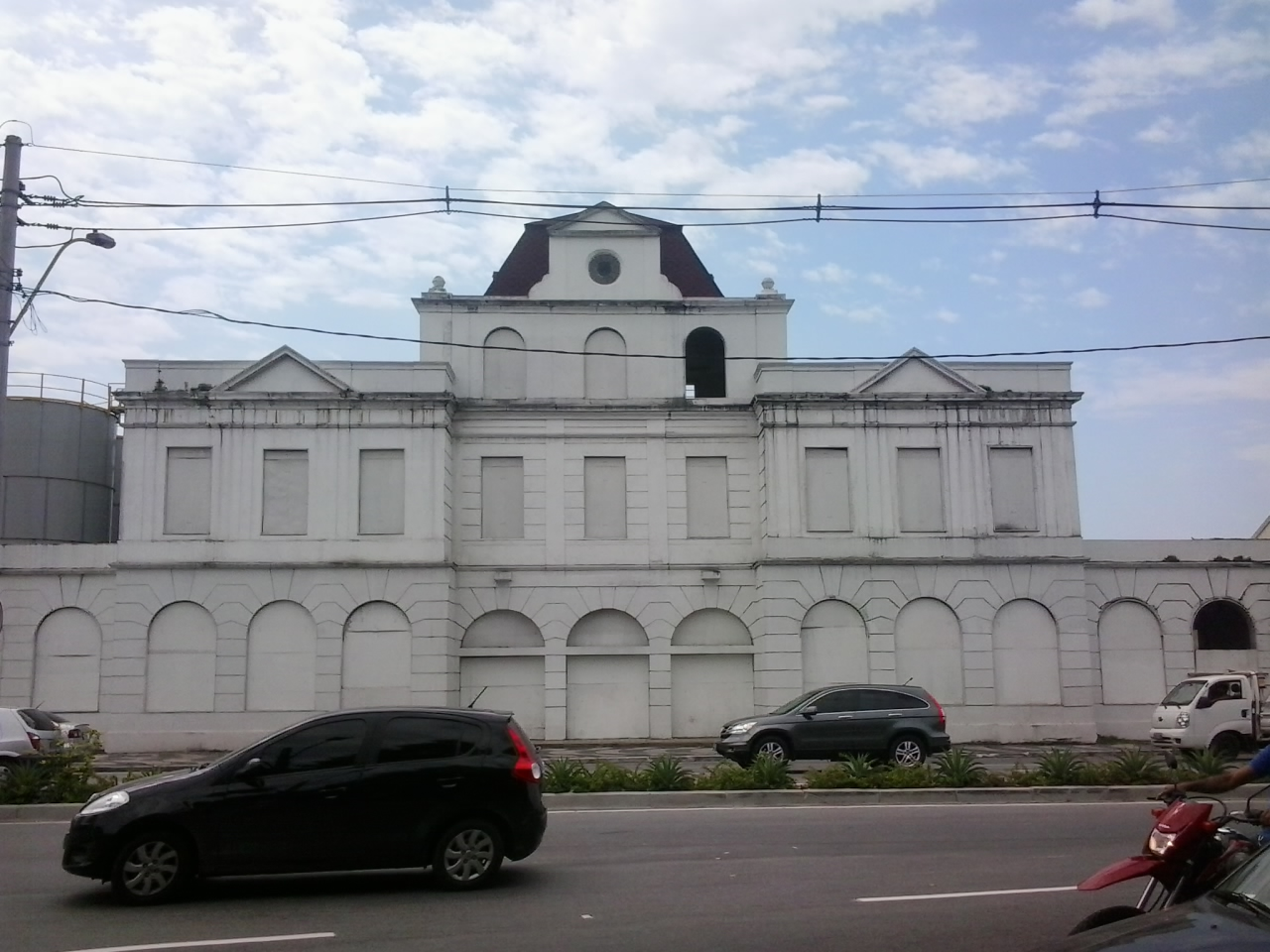
Estação ferroviária Presidente Dutra - Zona portuária de Niterói.

Até sua desativação em 2007 ramal foi operado pela empresa estatal Central (sucessora do espólio da Flumitrens que não foi privatizado). No final, eram realizadas apenas duas viagens diárias, uma em cada sentido, utilizando um trem obsoleto dos anos 1950.
A linha hoje encontra-se desativada e em vários trechos, os trilhos foram removidos pela prefeituras de São Gonçalo e Niterói. Muros foram construídos no bairro do Barreto. Alguns trechos foram revitalizados com a construção de praças e calçadões no lugar dos trilhos. Outros trechos foram favelizados com a construção de barracos e algumas estações foram invadidas e hoje são residências de famílias mais carentes.
Sendo que, no futuro há a proposta de utilizar o leito desse ramal para a implantação de parte da projetada Linha 3 do Metrô Rio entre Niterói e Itaboraí. Também, por conta da instalação do COMPERJ em Itaboraí, estuda-se reativar o ramal ferroviário para transporte de cargas entre esta cidade e o Porto de Niterói, embora, de forma a não prejudicar a construção e operação da futura linha 3 do metrô.

## Transporte metroviário

### Linha 3 do Metrô
Há o plano de construção da linha 3 do Metrô Rio ligando Niterói, São Gonçalo e Itaboraí, utilizando o leito do ramal ferroviário da CENTRAL e interligar essa linha com as linhas metroviárias da Cidade do Rio de Janeiro. O trajeto completo, com 37 quilômetros e 16 estações, será divido em dois trechos: o primeiro, que liga Niterói a São Gonçalo, e o segundo, que segue até Itaboraí, com uma parte feita por rodovia.
A primeira fase será a ligação da Estação Arariboia, no município de Niterói, até alcançar a Estação Guaxindiba, dentro do município de São Gonçalo, sendo que, até a Estação Alcântara, será toda elevada. A sua segunda fase será a extensão desta linha até o município de Itaboraí. com parceria com a Petrobras, para o escoamento até o COMPERJ e com duas estações (Itambi e Visconde de Itaboraí), além do tão discutido túnel que passará por baixo da Baía da Guanabara, ligando até a Estação Carioca, no Centro do Rio.
A Zona Sul e a Região Oceânica de Niterói também podem vir a ser atendidas pela Linha 3, especialmente se o trecho Niterói - Rio de Janeiro vier a ser descartado, podendo a linha atravessar os bairros do Ingá, Icaraí, São Francisco, Viradouro, Pendotiba, Piratininga e Itaipu, por exemplo.

### Ligação subterrânea entre o Rio e Niterói
O Governo do Estado analisa várias opções para ligação metroviária entre a cidade do Rio de Janeiro e Niterói. A principal opção parece ser a construção da Linha 3 do Metrô Rio, ligando o Parque do Flamengo ou Centro do Rio ao Gragoatá, atravessando a Baía da Guanabara embaixo d’água até Niterói, cuja linha seguirá pela zona norte de Niterói até Itaboraí, passando por São Gonçalo.
Outra opção metroviária de ligação entre Rio e Niterói seria o prolongamento da Linha 2 do Metrô Rio até Niterói, fazendo uma ligação com a Cruz Vermelha, no Rio, passando pelo Largo da Carioca, a Praça XV e a Baía da Guanabara, debaixo d’água, até Niterói, próximo à Estação das Barcas, no Centro.  Ao fim de 2010, foi divulgada uma terceira opção, uma ligação mista (metrô e carros) como uma alternativa viável para a solução do problema, com construção de um túnel submarina misto ligando as duas cidades, entre o monumento do Estácio de Sá, no Parque do Flamengo, e o campus do Gragoatá em São Domingos.

### Estação Intermodal metrô-barcas-ônibus
Um dos projetos há muito tempo em elaboração na prefeitura de Niterói é a construção de um novo terminal intermodal para compor o Caminho Niemeyer e a consequente demolição do atual Terminal Rodoviário João Goulart. Além do esgotamento do atual espaço, há o argumento da incompatibilidade arquitetônica entre o prédio e as obras do Caminho Niemeyer. O novo prédio com projeto de Oscar Niemeyer seria construído próximo e integrado à nova estação hidroviária que está sendo projetada para substituir a atual Estação Praça Arariboia das Barcas e a estação da Linha 3 do Metrô a ser construída.

## Transporte Aéreo
Niterói não conta com aeroporto ou heliporto público, embora conte com helipontos particulares. Os passageiros e cargas são atendidos pelos aeroportos da Cidade do Rio de Janeiro, em destaque o Aeroporto Internacional Tom Jobim e o Aeroporto Santos Dumont, distantes não mais que 30 e 15 minutos respectivamente de automóvel a partir do Centro, embora o vizinho município de Maricá sirva também com um pequeno aeroporto para aviação geral e serviços de reparo.